# Glen Keith
Glen Keith est une distillerie de whisky située à Keith, dans le Speyside, en Écosse.

## Histoire
Glen Keith a été fondée en 1958 par Chivas Brother's dans le but d'élaborer du single malt par le procédé de la triple distillation. Finalement, cette méthode fut abandonnée en 1970. À cette date le nombre d'alambics fut porté de trois à cinq. En 1983 un sixième alambic entra en service. Glen Keith fut la première distillerie écossaise à chauffer ses alambics au gaz et à informatiser son outil de production. En 2001, la société The Chivas and Glenlivet Group fut rachetée par le groupe Pernod Ricard.

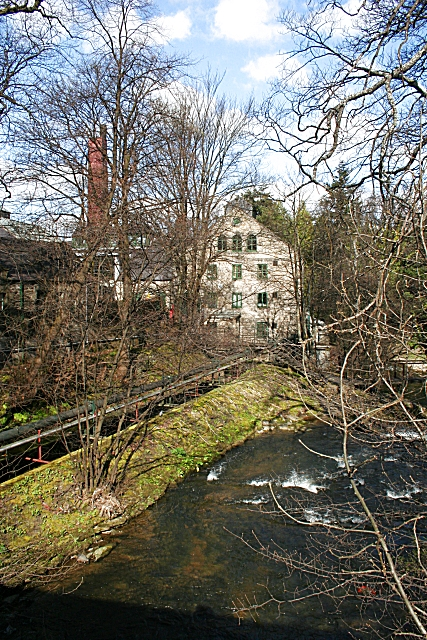
La rivière Isla et la distillerie à l'arrière-plan.

## Production
L'essentiel de la production de la distillerie est destiné à l'élaboration de blends de la famille Chivas.